# Walkyrie (film)
Pour les articles homonymes, voir Valkyrie (homonymie).
Pour plus de détails, voir Fiche technique et Distribution.
Walkyrie (Valkyrie) est un film américano-allemand réalisé par Bryan Singer et sorti en 2008. Il retrace l’organisation et la tentative d’assassinat du 20 juillet 1944 contre Adolf Hitler et se focalise sur Claus von Stauffenberg, incarné par Tom Cruise.

## Synopsis
En 1943, durant la Seconde Guerre mondiale, le colonel allemand Claus von Stauffenberg rentre en Allemagne gravement blessé, victime d’un raid de la Royal Air Force en Tunisie. Il avait été envoyé dans cette zone pour des propos négatifs à l'encontre d'Adolf Hitler et de sa politique, qu'il juge néfaste pour l'Allemagne. Après sa convalescence (il a perdu son œil gauche, sa main droite et deux doigts de la main gauche), Stauffenberg décide de rejoindre la résistance allemande à la demande du général Friedrich Olbricht. Ils s'associent avec de nombreux opposants haut placés, notamment le generalmajor Henning von Tresckow, qui a raté l'occasion de tuer le Führer avec une bouteille piégée lors d'une visite à Smolensk.
Tous s'organisent alors pour mettre au point un projet d'assassinat d'Adolf Hitler. Stauffenberg a l'idée d'utiliser l'Operation Valkyrie. Il s'agit à l'origine d'un plan d'urgence du Troisième Reich destiné à réprimer toute insurrection grâce à l'Armée de réserve. Stauffenberg va le détourner pour en faire un plan complexe visant à abattre le Führer et mettre rapidement en place un gouvernement d'opposition. Mais un ensemble de circonstances contraires vont forcer Stauffenberg, qui n'était qu'un des nombreux conspirateurs, à jouer un rôle de premier plan dans la conspiration. Il va non seulement devoir diriger le coup d'État pour prendre le contrôle du gouvernement, mais c'est aussi lui qui sera chargé d'assassiner le Führer. Leur plan est de faire exploser une bombe lors d'une réunion dans la « tanière du loup », le 20 juillet 1944.

## Fiche technique
Sauf indication contraire, les informations mentionnées dans cette section peuvent être confirmées par la base de données cinématographiques IMDb,  présente dans la section « Liens externes ».
- Titre original : Valkyrie
- Titre français : Walkyrie
- Réalisation : Bryan Singer
- Scénario : Christopher McQuarrie et Nathan Alexander
- Musique et montage : John Ottman
- Décors : Lilly Kilvert (en)
- Costumes : Joanna Johnston
- Photographie : Newton Thomas Sigel
- Production : Christopher McQuarrie, Bryan Singer, Gilbert Adler (en) et Chris Lee ; Tom Cruise, John Ottman et Paula Wagner (délégués)
- Sociétés de production : Metro-Goldwyn-Mayer, United Artists, Bad Hat Harry Productions et Achte Babelsberg Film
- Sociétés de distribution : United Artists ; TFM Distribution ; 20th Century Fox
- Budget : 75 000 000 $[1]
- Pays de production :  Allemagne,  États-Unis
- Langues originales : anglais, allemand
- Format : Couleurs - 1,85:1 - 35 mm - DTS
- Genre : Drame historique, guerre, thriller
- Durée : 120 minutes
- Dates de sortie[2] :
  - États-Unis : 25 décembre 2008
  - Allemagne : 22 janvier 2009
  - Belgique, France, Suisse : 28 janvier 2009

## Distribution
- Tom Cruise (VF : Jean-Philippe Puymartin) : colonel Claus von Stauffenberg, chef de l’état-major de l'Armée de réserve
- Kenneth Branagh (VF : Renaud Marx) : Generalmajor Henning von Tresckow
- Bill Nighy (VF : Georges Claisse) : General Friedrich Olbricht, adjoint du commandant en chef de l'Armée de réserve
- Tom Wilkinson (VF : Jean-Yves Chatelais) : Generaloberst Friedrich Fromm, commandant en chef de l'Armée de réserve
- Carice van Houten (VF : Élisabeth Ventura) : comtesse Nina von Stauffenberg
- Thomas Kretschmann (VF : Gabriel Le Doze) : Major Otto-Ernst Remer, chef de bataillon dans l'Armée de réserve
- Terence Stamp (VF : Michel Ruhl) : Generaloberst Ludwig Beck
- Eddie Izzard (VF : Thierry Wermuth) : General Erich Fellgiebel, chef des communications de l'Oberkommando der Wehrmacht
- Kevin McNally (VF : Jacques Frantz) : Carl Friedrich Goerdeler
- Christian Berkel : colonel Albrecht Mertz von Quirnheim, adjoint d'Olbricht
- Jamie Parker (VF : Sébastien Azzopardi) : lieutenant Werner von Haeften, aide de camp de Stauffenberg
- David Schofield (VF : Féodor Atkine) : Generalfeldmarschall Erwin von Witzleben
- David Bamber (VF : Jean-Paul Zehlacker) : Adolf Hitler, Führer du Troisième Reich
- Tom Hollander (VF : Patrick Osmond) : colonel Heinz Brandt, adjoint du chef de l’état-major de l'Armée de terre
- Kenneth Cranham (VF : Vincent Grass) : Generalfeldmarschall Wilhelm Keitel, chef de l'Oberkommando der Wehrmacht
- Christian Oliver : Feldwebel Adams
- Manfred-Anton Algrang : Reichsminister Albert Speer
- Matthias Freihof : Reichsführer-SS Heinrich Himmler
- Harvey Friedman (en) : Reichsminister Joseph Goebbels
- Gerhard Haase-Hindenberg (de) : Reichsmarschall Hermann Göring
- Halina Reijn : Margarethe von Oven
- Ian McNeice (VF : Jean-Claude Sachot) : un général inspiré de Joachim von Kortzfleisch
- Bernard Hill (VF : Michel Bedetti) : un général de l'Afrika Korps
- Julian Morris : un jeune lieutenant de l'Afrika Korps
- Waldemar Kobus (VF : Gilles Morvan) : SS-Obergruppenführer Wolf-Heinrich von Helldorf, chef de la police de Berlin
- Wotan Wilke Möhring : Unteroffizier Kolbe

Source et légende : Version française (VF) sur AlloDoublage

## Production

### Développement

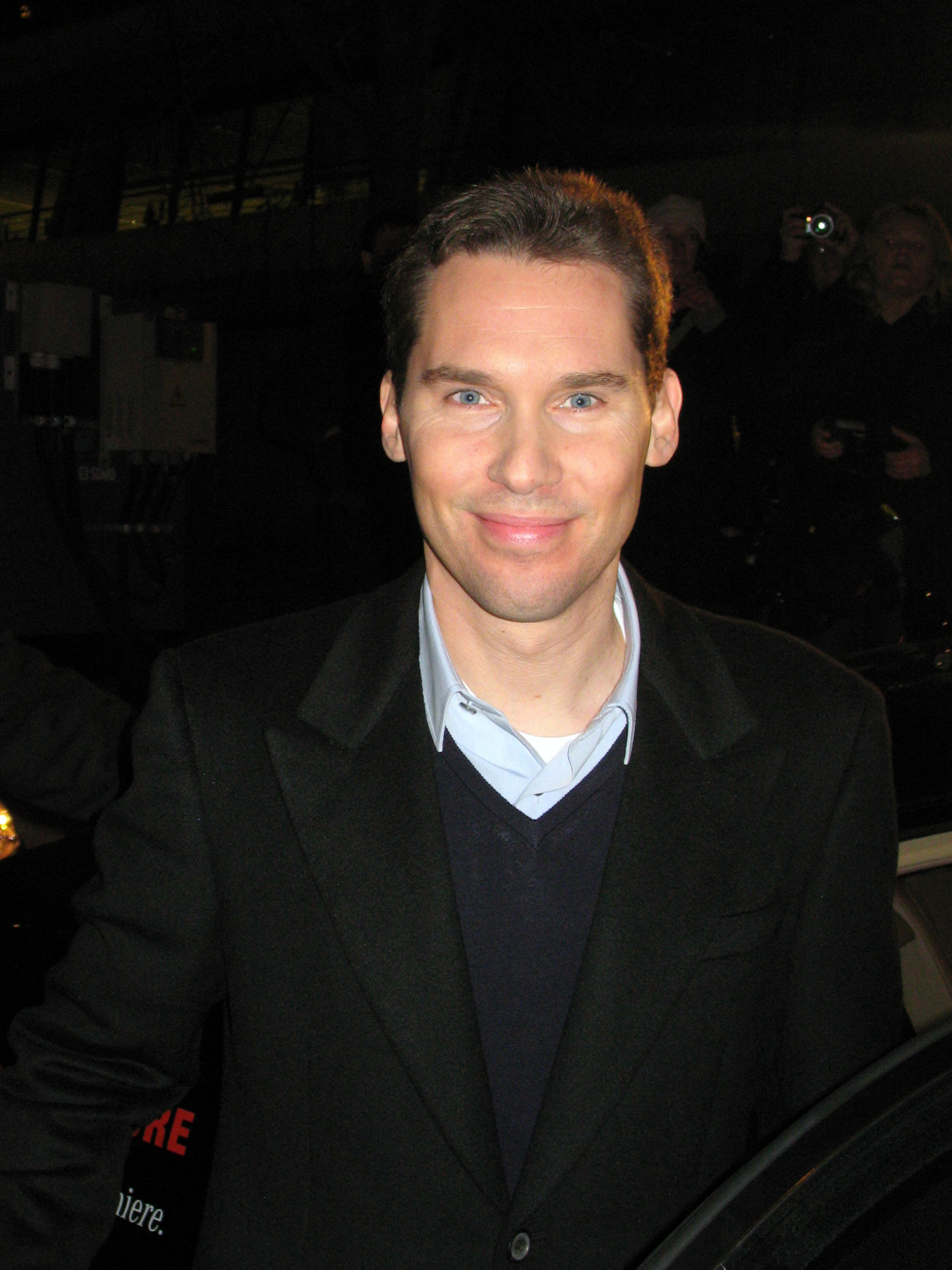
Le réalisateur Bryan Singer, à la première allemande du film, en janvier 2009.

En 2002, le scénariste Christopher McQuarrie est en voyage à Berlin, à la recherche d'un sujet. Il visite notamment le Bendlerblock. Il se renseigne alors davantage sur le complot du 20 juillet 1944 contre Adolf Hitler. Il est tout de suite fasciné par le fait que les conspirateurs étaient parfaitement conscients de ce qu'il arriverait s'ils rataient leur tentative d'assassinat et il a voulu rendre leur histoire plus célèbre. Il contacte Nathan Alexander, pour coécrire le film. Il s'inspire du téléfilm Conspiration (2001) qui traite de la conférence de Wannsee. McQuarrie envisage également de diriger lui-même le film, mais il réalise qu'un financement sera plus facile à trouver si son ami Bryan Singer est le réalisateur.
Après les blockbusters X-Men (2000), X-Men 2 (2003) et Superman Returns (2006), Bryan Singer souhaite se concentrer sur un projet plus petit, avant une éventuelle suite à Superman Returns. Bryan Singer et Christopher McQuarrie ont toujours été influencés par la Seconde Guerre mondiale, dès leur enfance dans le New Jersey, ce qu'on retrouve dans certains films de Bryan Singer, Un élève doué et X-Men. Bryan Singer n'était pas étranger à cette histoire car dans les années 1980 sa mère est allé à Bonn rencontrer Freya von Moltke, veuve de Helmuth von Moltke, fondateur du groupe de résistance le Cercle de Kreisau. Après la découverte du script de Nathan Alexander et Christopher McQuarrie, Singer veut réaliser le film. Il s'immerge dans l'histoire de l'Allemagne nazie en lisant notamment l'ouvrage historique Le Troisième Reich, des origines à la chute : une histoire de l'Allemagne nazie (The Rise and Fall of the Third Reich (en), 1960) de William L. Shirer et en rencontrant Rochus Misch, l'un des gardes du corps d'Adolf Hitler, et dernière personne à l'avoir vu vivant dans le Führerbunker de Berlin le 30 avril 1945.
Christopher McQuarrie suggère de proposer le projet à United Artists, à l'époque dirigé par Paula Wagner, et Tom Cruise, qui accepte de le financer immédiatement en mars 2007. Alors que Bryan Singer et Christopher McQuarrie prévoyaient à l'origine de faire un petit film avec un budget inférieur à 20 millions de dollars, le budget et l'ambition doivent être revus à la hausse avec la participation de l'acteur. Le budget est désormais de 60 millions. Le film est alors titré Operation Valkyrie, mais Bryan Singer préfère finalement Valkyrie.

### Attribution des rôles
| |  |  |
| L'acteur Tom Cruise, ici à la première du film au TIFF 2008, interprète Claus von Stauffenberg, avec qui il a vu une ressemblance physique. |  |  |

L'acteur allemand Thomas Kretschmann devait initialement tenir le rôle de Claus von Stauffenberg, mais en voyant sa photographie, Tom Cruise se trouva des similitudes et décida de l'interpréter, laissant à Thomas Kretschmann le rôle d'Otto-Ernst Remer.

### Tournage
Le tournage a lieu entre juillet et octobre 2007. Il devait se dérouler sur des sites militaires allemands mais le ministère fédéral des Finances allemand refuse d'accorder une autorisation de tournage au Bendlerblock, ainsi qu'autour du monument à la Résistance en raison des croyances scientologues de Tom Cruise[réf. nécessaire]. De nombreux hommes politiques et personnalités allemandes, y compris le fils aîné de Stauffenberg, Berthold Maria von Stauffenberg[réf. nécessaire], regrettent également ouvertement qu'un scientologue joue un héros de la résistance allemande.
Le mémorial de la Résistance allemande (Gedenkstätte Deutscher Widerstand) laisse en revanche l'équipe accéder à ses locaux et à des documents.
Les prises de vues débutent le 18 juillet 2007. L'équipe tourne notamment dans le camp de concentration de Columbia, ancienne prison, aux abords de l'aéroport de Berlin-Tempelhof. De nombreux terrains du Land de Brandebourg sont utilisés pour les avions utilisés dans le film,. Le tournage a également lieu au Detlev-Rohwedder-Haus, ancien ministère de l'Aviation du Reich,. Plusieurs décors sont recréés dans les studios de Babelsberg à Potsdam.
L'avion JU-52 (Junkers 52), immatriculé HB-HOT, qui s'est écrasé au Piz Segnas le 4 août 2018, dans les Alpes Suisses, a été utilisé pour le tournage du film.
La scène de guerre en Tunisie est quant à elle tournée à Cougar Buttes dans la Lucerne Valley en Californie, alors que Bryan Singer souhaitait initialement la Jordanie ou l'Espagne,.

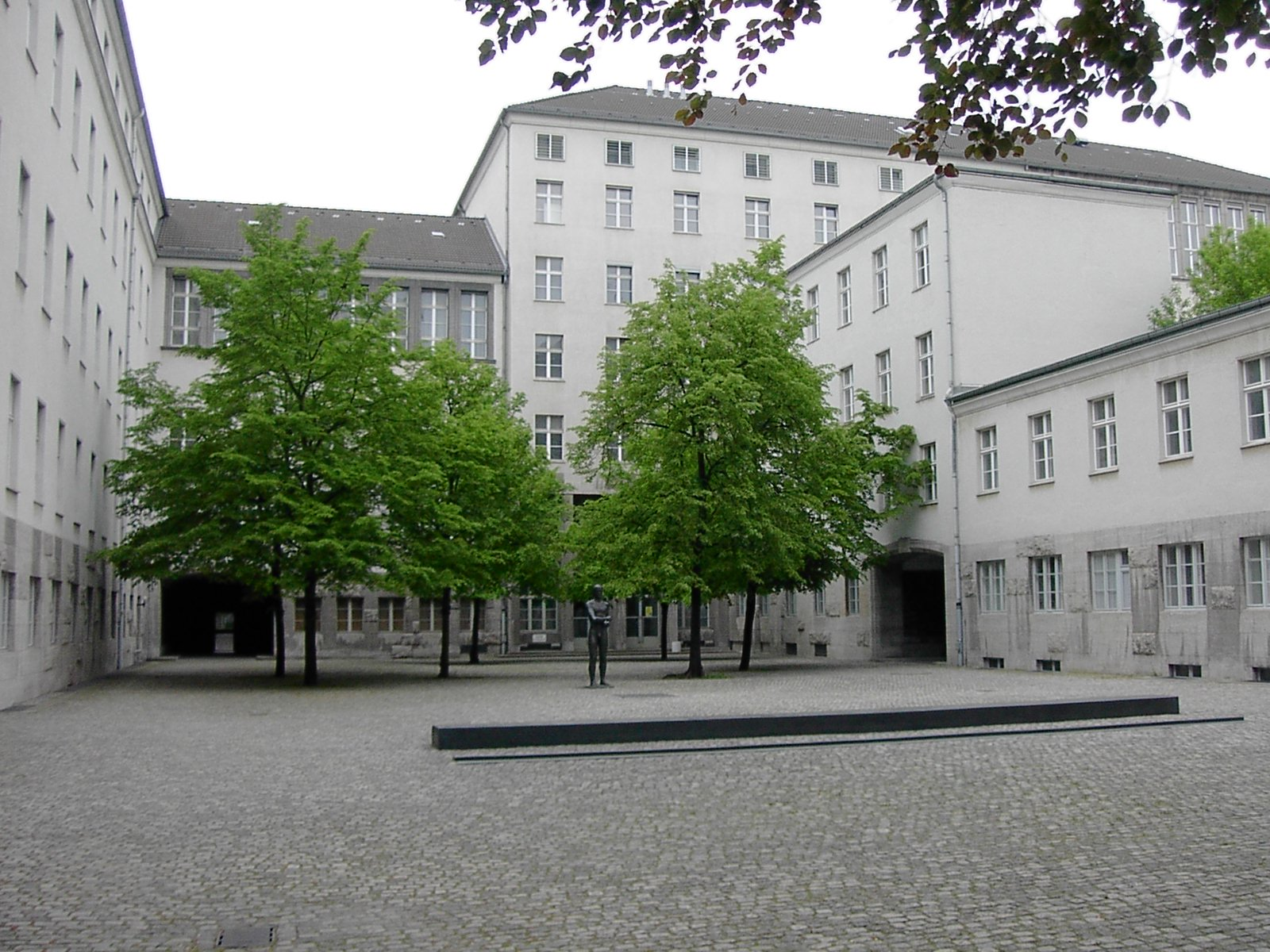
La cour centrale du Bendlerblock à Berlin où l'équipe n'a pas eu l'autorisation de tourner.
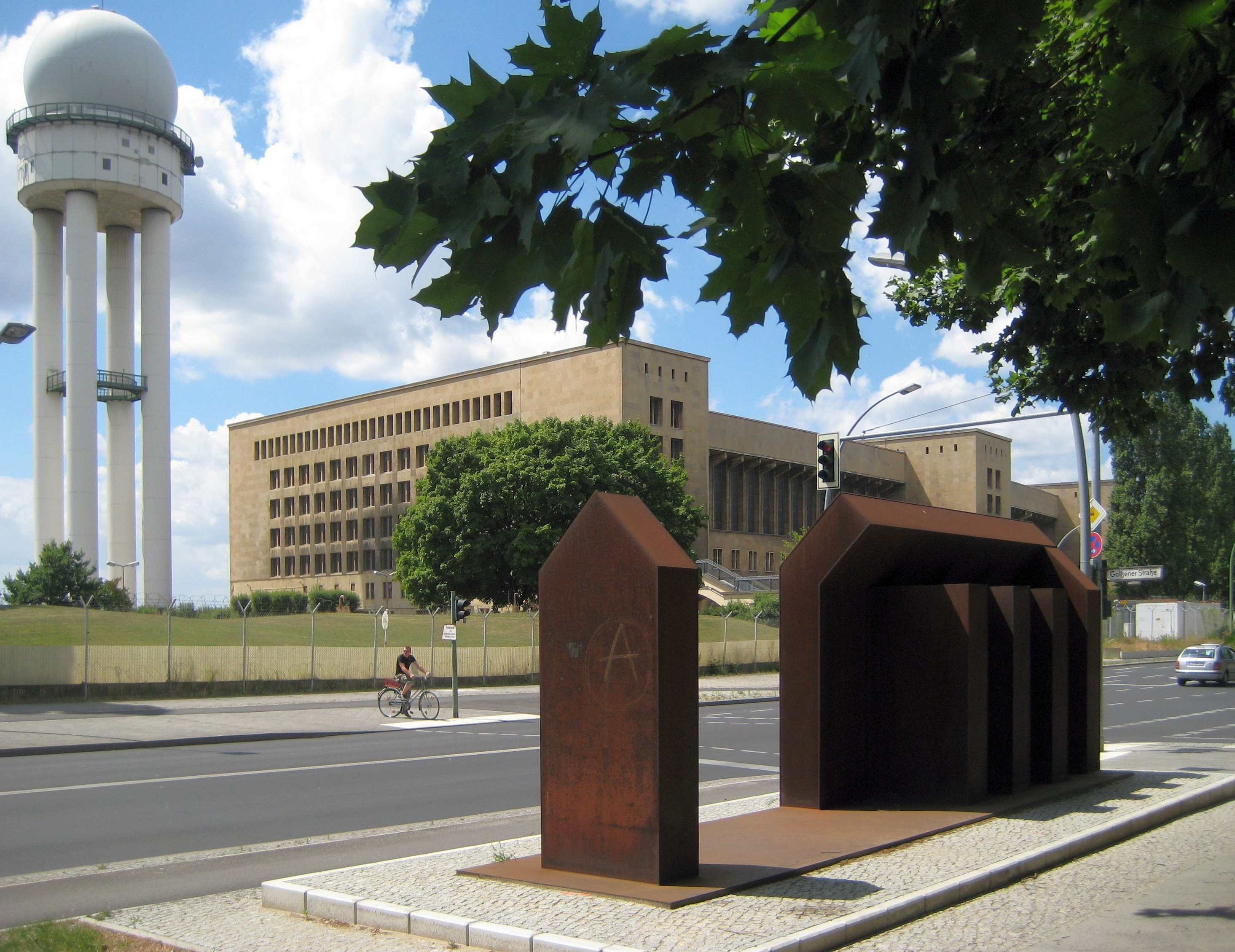
Le camp de concentration de Columbia.
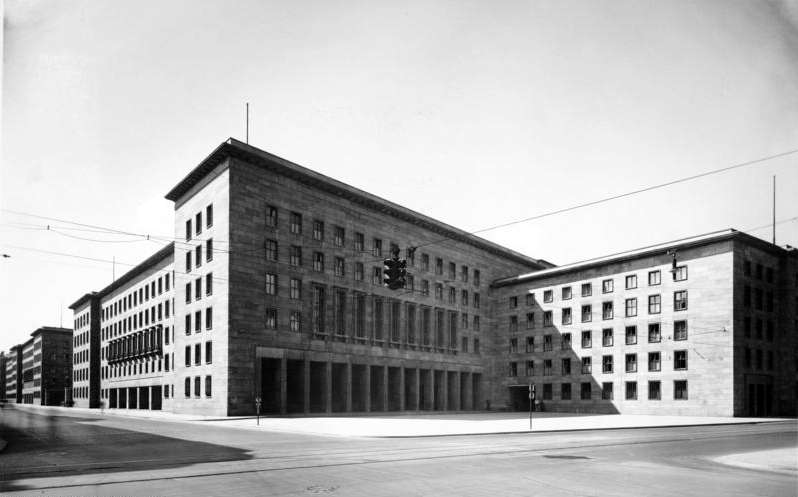
Le Ministère de l'Aviation du Reich, ici en 1938.
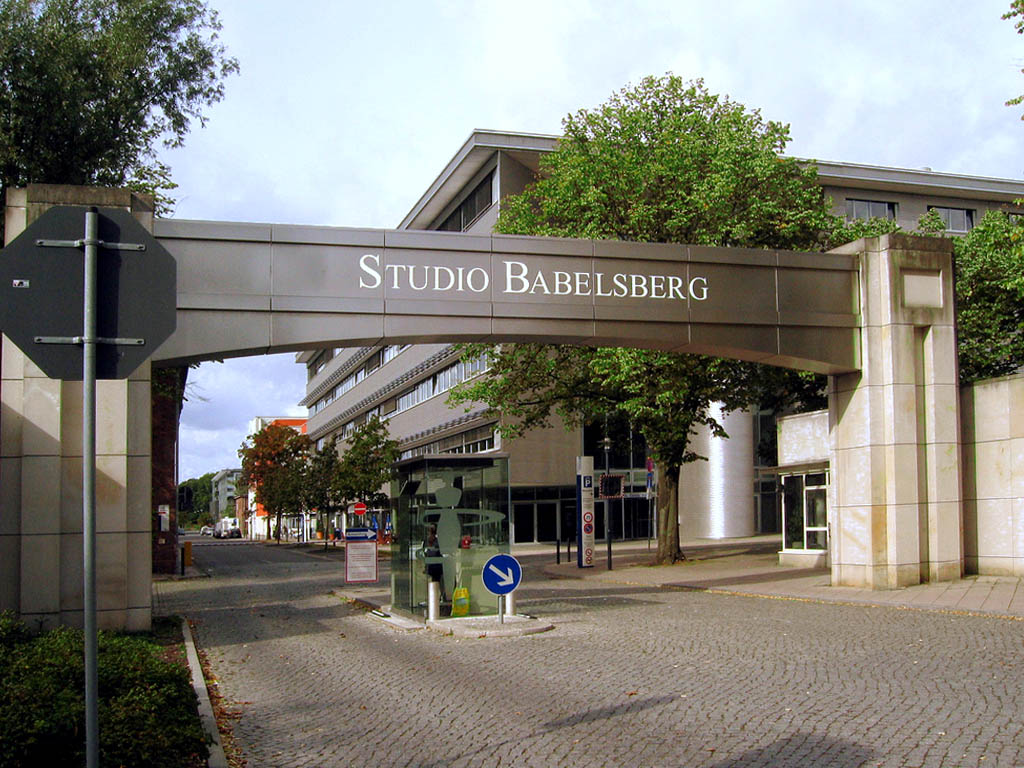
Les Studios de Babelsberg.
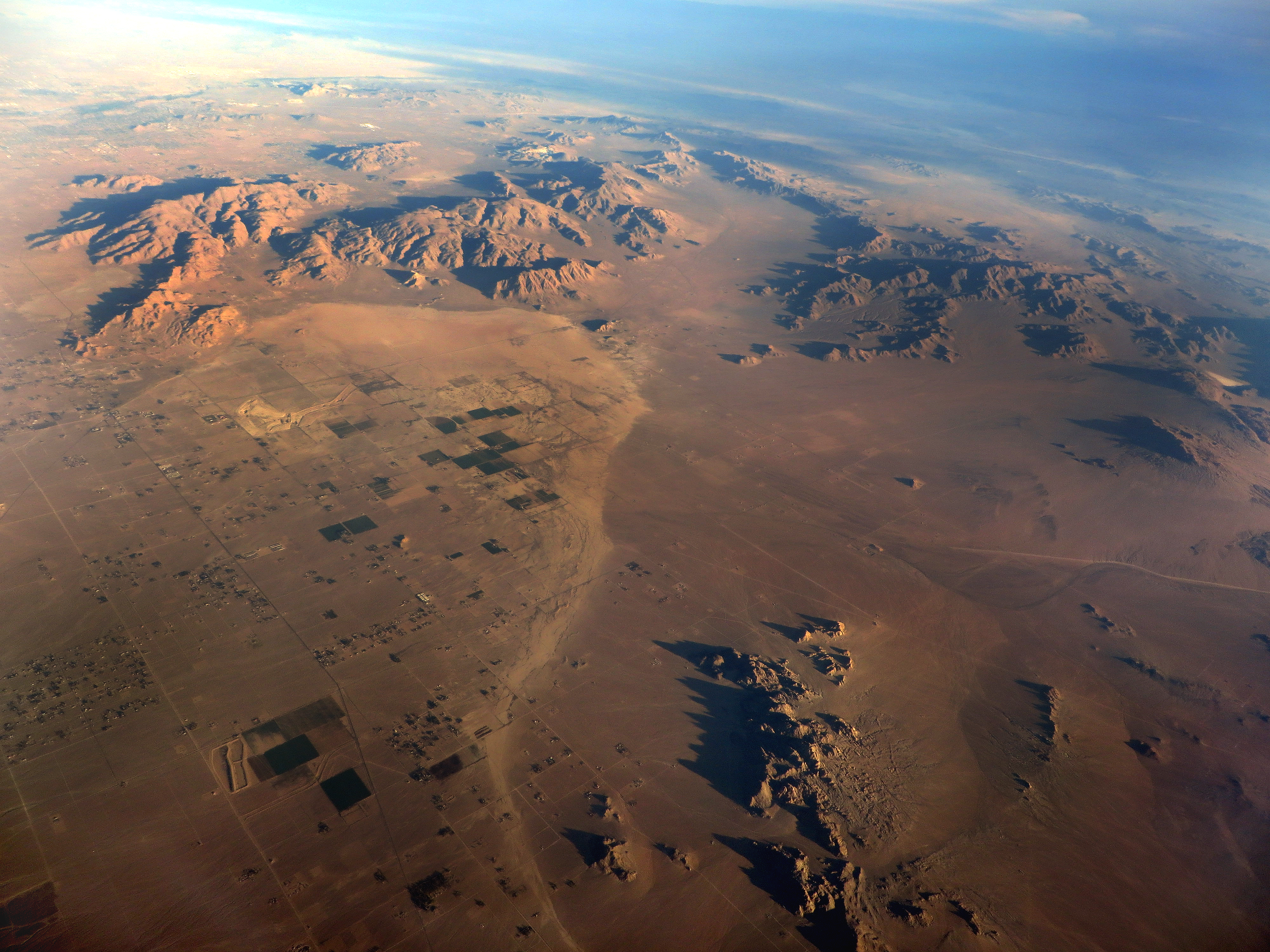
Lucerne Valley

### Musique
Albums de John Ottman
Invasion
(2007) Esther
(2009)
La musique du film est composée par John Ottman, fidèle collaborateur de Bryan Singer, qui signe également le montage du film.
Liste des titres
1. They'll Remember You (interprété par le Rundfunkchor Berlin, composé par Lior Rosner[22]) - 4:19
2. L'envol des Valkyries (Wagner) - 5:10
3. What's This Really All About - 3:44
4. Bunker Bust - 3:45
5. March 13 Attempt - 3:37
6. Midnight Waltz (composé par Lior Rosner) - 2:10
7. A Place To Change - 4:09
8. Seconds Lost - 3:33
9. Getting The Signature - 4:04
10. The Officer's Club - 2:37
11. The Way It Should Go - 3:23
12. If I Were That Man - To The Berghof - 2:21
13. I'm Sorry - 3:03
14. Important Call - 4:06
15. No More Indecision - 2:31
16. Olbricht Gives The Order - 3:17
17. Operation Terminated - 1:15
18. Long Live Sacred Germany - 6:12

## Sortie et accueil

### Accueil critique
Sur l'agrégateur américain Rotten Tomatoes, le film récolte 62 % d'opinions favorables pour 196 critiques. Sur Metacritic, il obtient une note moyenne de 56⁄100 pour 36 critiques.
En France, le site Allociné propose une note moyenne de 3,3⁄5 à partir de l'interprétation de critiques provenant de 25 titres de presse.

### Réception presse
L'année de sa sortie aux États-Unis, The New York Times trouve le film divertissant dans l'ensemble même s'il note une tendance à exagérer certaines scènes pour les dramatiser. The Guardian n'apprécie pas le choix du réalisateur de tourner le film comme un thriller à suspense invitant le spectateur à éteindre son incrédulité au moment les plus fort du complot. The Hollywood Reporter parle d'une authenticité documentaire jouant avec le thriller mais qui gagnerait à contextualiser davantage le complot. Variety reconnait un bon thriller mais sans réussir à aller plus loin.
L'année de sa sortie en France, La Presse apprécie le film pour son suspense même si la réalité est modifiée à des fins dramaturgiques, tout en conservant une crédibilité sur le plan historique.
En 2009, Libération loue la sobriété du film, qui renoue avec les films de guerre des années 60 à travers un montage moderne. Abus de Ciné apprécie le film mais se demande s'il ne gagnerait pas à approfondir le caractère de Stauffenberg ainsi que de développer davantage les coulisses du complot et de tous ses membres. Le Figaro souligne de son côté le travail remarquable de reconstitution des faits dans des mises en scènes authentiques à travers un suspens haletant. A contrario, Les Inrockuptibles sont déçu par le film, expliquant qu'il ne réinvente pas la mise en scène de cet attentat dont on sait déjà comment il se termine. Le Journal du Dimanche évoque quant à lui un film qui s'assombrit à mesure que le suspense augmente pour devenir de plus en plus crépusculaire. Le Monde reproche au film de ne pas contextualiser suffisamment le complot du 20 juillet, préférant mettre en avant une mise en scène spectaculaire.
En 2018, Chicago Tribune regrette que le film n'explore pas en profondeur la personnalité des principaux conjurés.
En 2019, Télérama parle d'un film captivant à travers ses personnages, le jeu des acteurs et une mise en scène inédite.

### Box-office
| Pays ou région    | Box-office      | Date d'arrêt du box-office | Nombre de semaines |
| ----------------- | --------------- | -------------------------- | ------------------ |
| États-Unis Canada | 83 077 833 $    | 16 avril 2009              | 16                 |
| France            | 702 175 entrées |                            |                    |
| Mondial           | 200 276 784 $   | -                          | -                  |

## Distinctions
Source : Internet Movie Database

### Récompenses
- Bambi Awards 2007 : prix du Courage pour Tom Cruise
- BMI Film and TV Awards 2009 : BMI Film Music Award pour John Ottman

### Nominations
- Saturn Awards 2009 : 
  - Meilleur film d'action, d'aventures ou thriller,
  - Meilleur acteur pour Tom Cruise,
  - Meilleurs costumes pour Joanna Johnston,
  - Meilleure réalisation pour Bryan Singer,
  - Meilleure musique pour John Ottman,
  - Meilleur acteur dans un second rôle pour Bill Nighy,
  - Meilleure actrice dans un second rôle pour Carice van Houten
- Visual Effects Society Awards 2009 :
  - Meilleurs effets visuels secondaires dans un film pour Richard R. Hoover, Maricel Pagulayan, Peter Nofz et Daniel Eaton

### Article de presse
- « Tom Cruise et Hollywood, sauveurs de l'"Allemagne sacrée" » article d'Olivier Guez publié le 6 février 2009 dans Le Monde.